# Liste der Monuments historiques in Vaudéville
Die Liste der Monuments historiques in Vaudéville führt die Monuments historiques in der französischen Gemeinde Vaudéville auf.

## Liste der Immobilien
| Bezeichnung           | Beschreibung                                                                | Standort                 | Kennzeichnung | Schutzstatus | Datum | Bild |
| --------------------- | --------------------------------------------------------------------------- | ------------------------ | ------------- | ------------ | ----- | ---- |
| Château de Crèvecoeur | Schloss, 16. Jahrhundert; zweigeschossiger kubischer Bau mit vier Ecktürmen | 4 rue du Faubourg (Lage) | PA00107311    | Classé       | 1974  |      |